# Waiwawa River
Der Waiwawa River ist ein Fluss auf der Coromandel Peninsula in der Region Waikato auf der Nordinsel Neuseelands.

## Geographie
Der Waiwawa River entspringt an der Nordflanke des 846 m hohen Table Mountain in der Coromandel Range. Die Fließrichtung ist anfangs westlich und beschreibt dann einen Halbkreis, erst in nördliche und dann in nordöstliche Richtung. Kurz vor der Mündung in den Whitianga Harbour knickt er bei Coroglen erneut in nördliche Richtung ab. Auf seinem Weg nimmt der Fluss das Wasser verschiedener Bäche auf, die Länge der Zuflüsse beläuft sich auf etwa 257 km. Die durchflossene Landschaft ist zumeist bewaldet und steht durch den Coromandel State Forest Park teilweise unter Schutz.

## Infrastruktur
Bei Coroglen überbrückt der New Zealand State Highway 25 den Fluss. Von dort führt nahe dem Mittellauf des Waiwawa River die Tapu Coroglen Road über die Halbinsel bis zu deren Westufer, wo sie bei Tapu erneut auf den SH 25 trifft.